# Gros (moneda)
Un gros era una moneda d'argent que normalment tenia una puresa de 12 diners de fi, per aquest motiu es pot trobar denominat com gros de 12 diners cosa que indica el seu grau de puresa, actualment 958 mil·lèsimes, i no la seva equivalència en diners circulants, que es determinava normativament i rebia el nom de for (per exemple en la creació del ral de Mallorca el rei fixa una "llei de 11 diners" i un valor de "16 diners menuts").
La causa de la seva aparició es troba en la necessitat de disposar de una moneda d'alt valor que facilitàs el comerç internacional als països cristians, una vegada obtinguda l'hegemonia mediterrània sobre el món musulmà, és per això que el seu origen es troba en els estats talassocràtics de la península itàlica, a finals del segle xii i principis del XIII, tot i que hi ha hagut corrents historiogràfiques que han atribuït, erròniament, la seva creació a Lluís IX de França amb el gros tornès que sorgí a partir de 1266, tot i que sí que se li pot atribuir la responsabilitat de la seva àmplia difusió a la resta d'Europa.
El terme gros també es fa servir convencionalment per agrupar terminològicament qualsevol moneda medieval d'argent d'alta puresa amb paràmetres (llei i talla) similars al gros, com el pirral, el croat, el ral, el groat, etc.
A l'àmbit de la moneda catalana, va tenir la següent cronologia:
L'any 1218, Ramon Berenguer V de Provença va fer encunyar mig gros a Marsella.
El 1268, Pere II, essent Lloctinent de Catalunya, va fer batre grossos a Barcelona, però el seu pare Jaume I va obligar-lo a destruir-los.
El 1273, Jaume I feu batre grossos a Montpeller.
El 1283, Pere II en va fer batre a Sicília, amb el nom de pirral.
El 1285, fou encunyat a Catalunya, on va rebre el nom de croat, metrologicament inspirat en el pirral.
L'any 1300, Jaume II de Mallorca crea la moneda mallorquina, i amb ella el reial d'argent de Mallorca, metrologicament inspirat en el gros de Montpeller i que no s'ajustaria al de Barcelona fins al 1422.
L'any 1324, Jaume el Just, fa batre alfonsins a la Sardenya acabada de conquerir.
Fenòmens més tardans i de causes particulars són:
L'any 1383, Joan I crea el ral de València, on hi circulava el croat barceloní però en el context d'enfrontament amb la Generalitat, per la imposició dels coronats de billó, es retallà l'àmbit territorial del croat, que era més de fet que de dret.
Els coronats es batien a Perpinyà amb una forta oposició barcelonina, en temps de Martí l'Humà la crisi es resolgué suprimint-los però permetent que a Perpinyà es batessin croats, dels que només n'han arribat de batuts a partir de Ferran I.
Entre 1462 i 1472, en el context de la Guerra Civil catalana, Joan II aconsegueix batre una moneda forta d'argent a l'Aragó, mesura a la que s'havien resistit amb anterioritat les institucions aragoneses i que no es regularitzarà fins a Ferran el Catòlic.